# Давид Бланко
Давид Бланко е испански колоездач. Роден е на 3 март 1975 в Сантяго де Компостела, Испания.
Дебютът му като професионалист е с португалския отбор „Порта да Равеса“ през 2003 г.

## Победи
2003
- 1 етап на Гран при CTT Correios на Португалия

2006
- Обиколката на Португалия

2008
- Обиколката на Португалия